# Reinhold Johann Nasackin

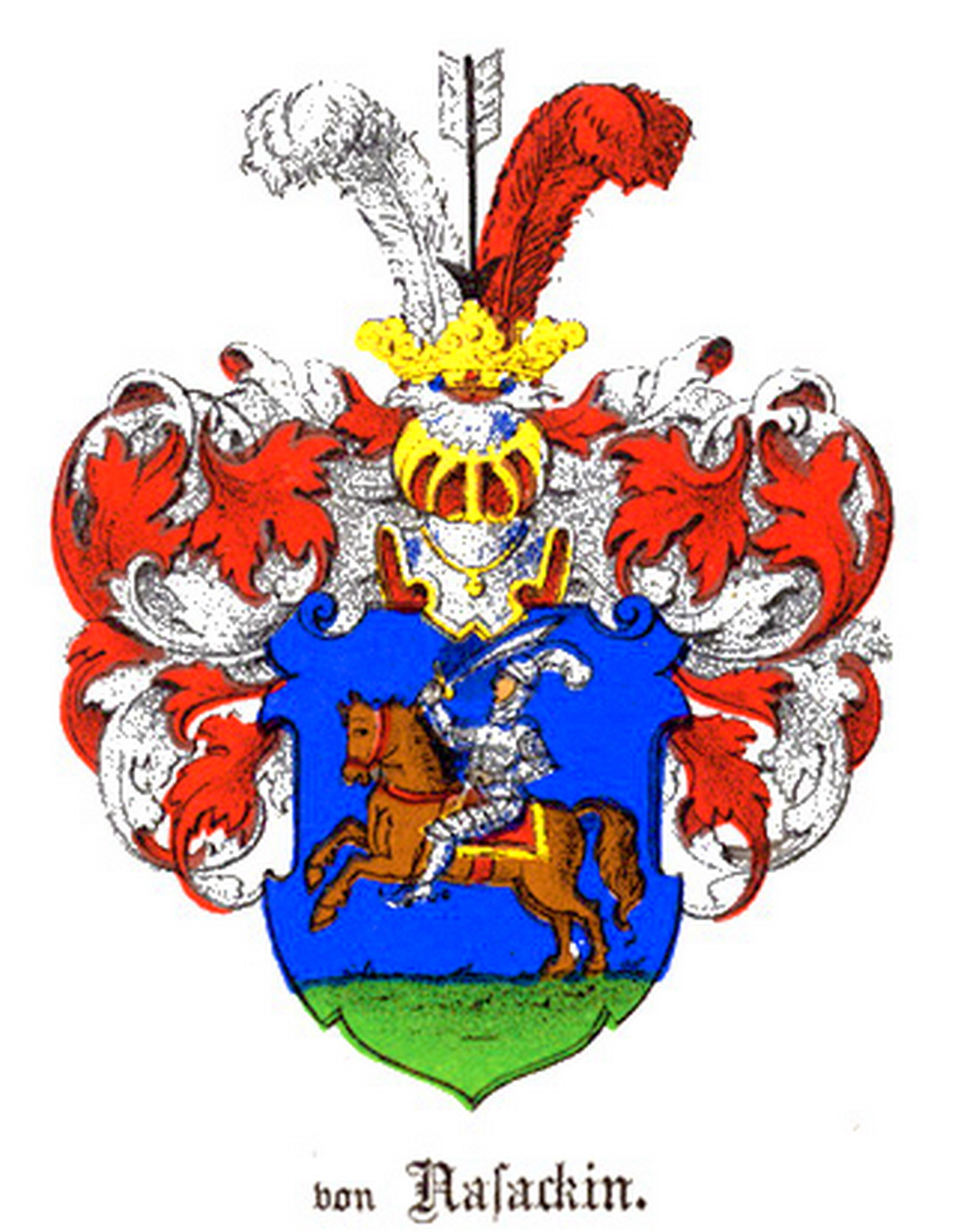
Wappen des Adelsgeschlechts Nackasin

Reinhold Johann Nasackin (auch Nassokin; russisch: Роман Карлович Насакин; * 27. März 1787 in Waddemois, Estland; † 31. Mai 1831 bei Ostrołęka, Polen) war ein russischer Generalmajor.

## Militärischer Werdegang
Reinhold Peter Nasackin trat 1802 als freiwilliger Kadett in das 3. Infanterie-Regiment der Kaiserlich Russischen Armee ein und wurde 1804 zum Fähnrich befördert. Den ersten Kriegseinsatz erlebte er von 1806 bis 1807 in Deutschland gegen die französische Armee im Vierten Koalitionskrieg. Seine Beförderung zum Leutnant erfolgte 1807 und die nächsten Kampfeinsätze waren im Finnischen Krieg 1808 bis 1809. In Anerkennung für seinen tapferen Dienst wurde er 1808 zum Kapitän befördert und diente in der Abteilung der kaiserlichen Quartiermeistertruppen. 1809 wurde er Major. Es folgten 1812 bis 1814 Einsätze im Krieg gegen Napoleon und im Sechsten Koalitionskrieges gegen Frankreich, in dieser Zeit wurde er zum Oberst befördert. Als Oberst nahm er 1816 seinen Abschied aus der kaiserlich-russischen Armee. Am 16. Februar 1824 wurde er reaktiviert und diente als Divisions-Quartiermeister in der 1. Grenadier-Division, danach war er von 1826 bis 1827 im kaiserlichen Generalstab eingesetzt. Am 21. September 1828 wurde er zum Generalmajor befördert und war an der Niederschlagung des polnischen Aufstand (1830–1831) beteiligt, am 14. Mai 1831 wurde er in der Schlacht von Ostrołęka  in Polen schwer verwundet und starb an den Folgen der Verwundung am 14. Mai 1831.

## Auszeichnungen
- 1808 Russischer Orden der Heiligen Anna, 4. Klasse
- 1809 Russischer Orden der Heiligen Anna, 3. Klasse
- 1812 Goldenes Schwert für Tapferkeit
- 1812 Russischer Orden der Heiligen Anna, 2. Klasse
- 1813 Russischer Orden des Heiligen Georg
- 1814 Medaille für den Einzug in Paris
- 1828 Orden des Heiligen Wladimir, 3. Klasse

## Familie
Reinhold Johann Nasackin stammte aus der russisch-baltischen Adelsfamilie Nasackin, die seit dem Ende des 16. Jahrhunderts im Baltikum ansässig war. Er war der Sohn von Carl Johann Nasackin (Nassokin) (1761 – 1793), dieser war Leutnant in schwedischen Diensten und war mit Johanna von Fischbach (1763 – 1807) verheiratet. Sein Vetter, väterlicherseits, war der bekannte Schriftsteller Friedrich Nasackin (1797 – 1876). Reinhold Johann war in 1. Ehe (1810) mit Carolina Bergenstråhle (1788 – 1821) und in 2. Ehe (1822) mit Lovisia Bergenstråhle (1803 – 1879) verheiratet. Ihre Nachkommen waren:
- Michael Nasackin (1813 – 1882), russischer Generalmajor  ⚭ Vera Kock
- Carl Friedrich Nasackin (1818 – 1876), russischer Oberst ⚭ Vera Skorypalikij
- Nikolai Nasackin (* 1828), Leutnant
- Alexander Nasackin (1829 – 1890), russischer Oberst
- Reinhold Peter Nasackin (1831 – 1885), Protokollsekretär im Senat (Militärexpedition) ⚭ Linna